# Golungo Alto
Golungo Alto è un municipio dell'Angola appartenente alla provincia di Cuanza Nord. Ha 69.918 abitanti (stima del 2006) ed una superficie di 1.989 km².